# 메시에 86
M86은 처녀자리에 있는 렌즈형 은하와 타원 은하의 중간 형태의 은하이다. 처녀자리 은하단에 속해 있다.

## 같이 보기
- 메시에 천체 목록